# Megadontognathus
Megadontognathus is een geslacht van straalvinnige vissen uit de familie van de staartvinmesalen (Apteronotidae).

## Soorten
- Megadontognathus cuyuniense Mago-Leccia, 1994
- Megadontognathus kaitukaensis Campos-da-paz, 1999